# Saint-Aubin-des-Landes

Saint-Aubin-des-Landes este o comună în departamentul Ille-et-Vilaine, Franța. În 1 ianuarie 2022 avea o populație de 923 de locuitori.